# Стейскал, Владимир Вячеславович
Владимир Вячеславович Стейскал (род. 1 декабря 1927) — советский и российский архитектор. Руководитель АО «Моспроект» (1982—2009). Заслуженный архитектор РСФСР (1981), действительный член МААМ, почётный член отделения архитектуры РААСН. Лауреат премии Совета Министров СССР и Государственной премии УзбССР. Доктор архитектуры, профессор.

## Биография

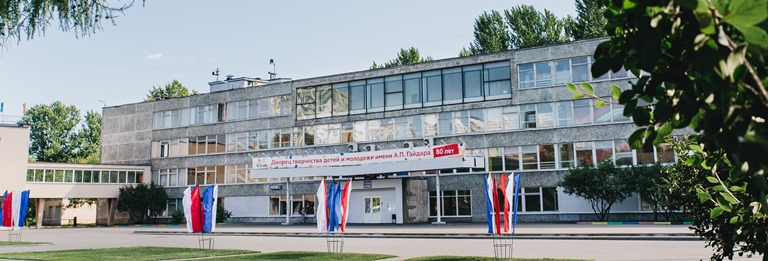
Дворец пионеров и школьников
(ныне Дворец творчества детей и молодёжи
имени А. П. Гайдара)

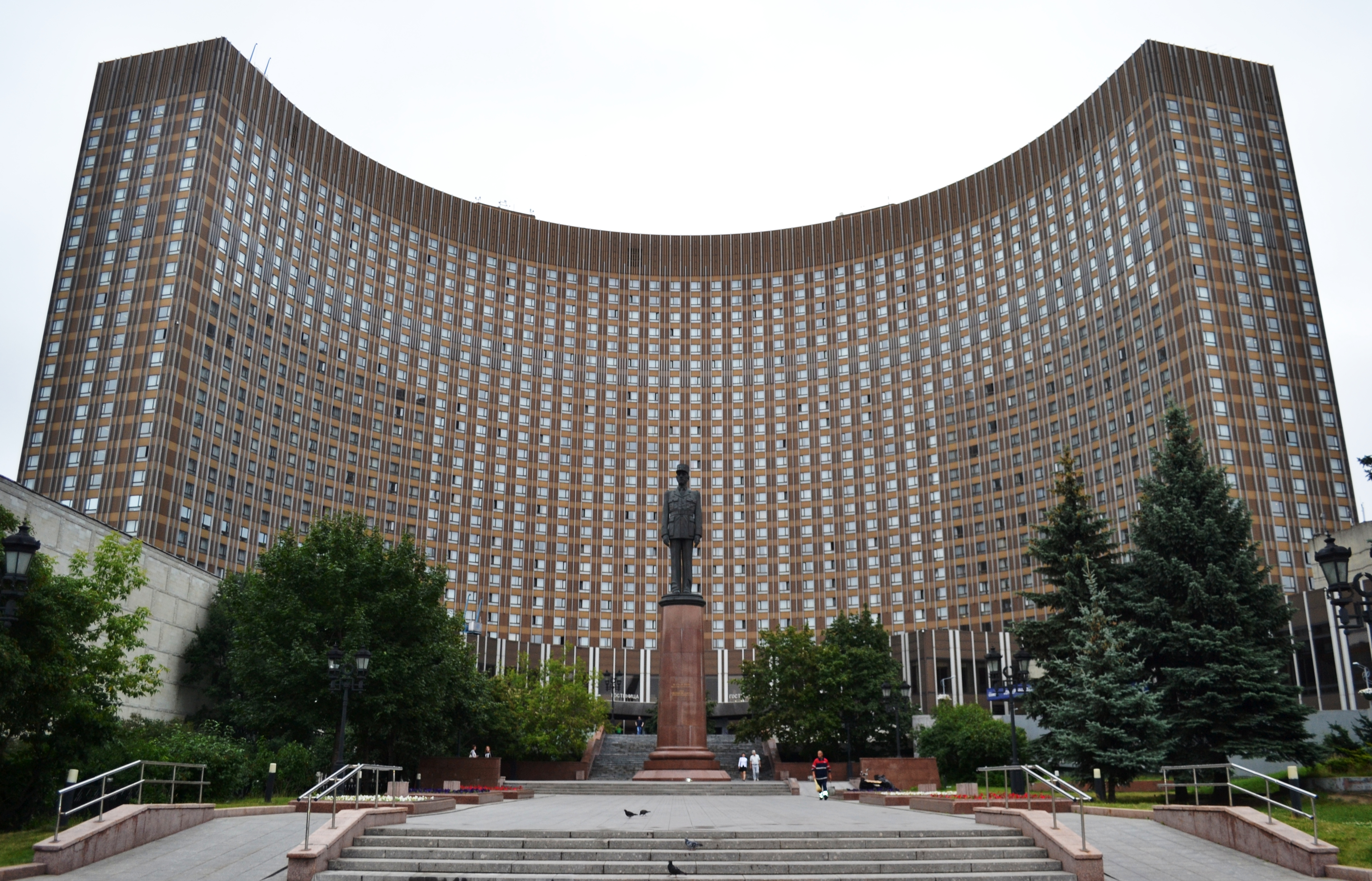
Гостиница «Космос»

Родился 1 декабря 1927 года. Поступил в Московский архитектурный институт, учился в классе Б. С. Мезенцева. В 1953 году окончил институт, защитив диплом на тему «Высотное здание».
После окончания института поступил на работу в мастерскую № 13 «Моспроекта» под руководством Б. С. Мезенцева. С середины 1950-х годов занимался проектированием новых районов — Новые Кузьминки и Выхино.
Уже через несколько дней после Ташкентского землетрясения 1966 года во главе группы архитекторов и проектировщиков мастерской № 13 выехал в Ташкент. В течение нескольких недель была разработана техническая документация, после чего началось восстановление пострадавших районов города. В. В. Стейскал занимался проектированием и строительством микрорайонов в центре Ташкента, а также района Чиланзар. За эту работу совместно с другими проектировщиками он получил Государственную премию Узбекской ССР.
В качестве архитектора мастерской № 13 спроектировал Дворец пионеров и школьников, построенный на берегу Люблинского пруда. Сооружение состоит из корпуса для занятий, пионерского театра на 800 зрителей и спортзала с бассейном.
В начале 1970-х годов В. В. Стейскал был назначен на должность заместителя начальника управления «Моспроект-1». С 1982 по 2009 год занимал должность начальника управления «Моспроект-1» (с 1993 года переименованного в ОАО «Моспроект»).
Член Союза архитекторов СССР с 1957 года. Доктор архитектуры, профессор.

## Работы
- Восстановление Ташкента после землетрясения (1966; в составе коллектива; Государственная премия Узбекской ССР)[3]
- Дворец пионеров Люблинского района (улица Шкулёва, 2; 1966)[3]
- Посёлок городского типа для тепличного комбината «Южный» в бассейне реки Кубань в Ставропольском крае (1970-е; в составе коллектива)[3]
- Кинотеатр «Зенит» в Москве[6]
- Городок космонавтов в Останкине[6]
- Комплекс Института управления в Выхине[6]
- Гостиница «Славянская» (в составе коллектива)[6]
- Гостиница «Ирис» (в составе коллектива)[6]
- Гостиница на площади Сокольнической заставы[6]
- Торгово-офисный комплекс «Смоленский пассаж» (в составе коллектива)[6]
- Административное здание правления Сбербанка России[6]
- Административное здание руководства Налоговой инспекции (в составе коллектива)[6]
- Группа зданий на Каширском шоссе на месте уничтоженных в результате теракта[6]
- Гостиницы на площади Киевского вокзала[6]
- Гостиница «Космос» (1976–1979)[6]
- Проектирование и строительство кварталов районов Текстильщики, Новые Кузьминки, Люблино, Выхино[6]
- Комплекс жилых домов на Рубцовской набережной[1]
- Застройка микрорайона 42АБ жилого района «Марьинский парк»[1]
- Жилые дома на улице Гурьянова[1]
- Торгово-культурный центр на Новохохловской улице[1]

## Награды и звания
- Заслуженный архитектор РСФСР (1981)[5]
- Действительный член МААМ[4]
- Почётный член отделения архитектуры РААСН[4]
- Премия Совета Министров СССР — за проект и строительство комплекса Академии управления в Москве (в составе коллектива)[1]
- Государственная премия Узбекской ССР имени Хамзы — за восстановление Ташкента (в составе коллектива)[4]
- Премия Правительства Российской Федерации в области науки и техники (2008) — за проектирование и реализацию в г. Москве комплексной застройки на примере жилого района Марьинский парк в Юго-Восточном административном округе[7]
- Орден Трудового Красного Знамени (1974) — за успехи в выполнении и перевыполнении планов 1973 года и принятых социалистических обязательств[8]
- Орден Дружбы народов (1986) — за успехи, достигнутые в выполнении заданий 11-й пятилетки и социалистических обязательств[9]
- Орден «За заслуги перед Отечеством» IV степени (1998)